# Swiz
Gli Swiz sono stati una band hardcore punk/post-hardcore di Washington.

## Storia
La band si forma quando Shawn Brown, cantante della band emocore Dag Nasty, viene cacciato dalla band. 
Brown decide però di non uscire dal mondo della musica e forma una nuova band insieme a Jason Farrell (chitarra), Nathan Larson (basso) e Alex Daniels (batteria). Dopo qualche tempo il gruppo inizia a registrare le sue prime tracce e nel 1988 pubblica il suo primo album, Swiz sull'etichetta Sammich Records di proprietà di Amanda MacKaye, sorella del ben più noto Ian MacKaye.
Il disco mostra chiaramente le influenze musicali della band, principalmente l'hardcore punk degli anni '80, e in particolare Void, The Faith, State of Alert, Bad Brains, Scream e Black Flag. 
Nel 1989 esce il secondo full-length del gruppo, intitolato Hell Yes I Cheated, ancora su Sammich Records. Dopo tre anni di inattività in studio, la band pubblica l'EP With Dave su Jade Tree Records, l'ultima pubblicazione.
Il gruppo infatti si scioglie attorno al 1993, e i suoi componenti prendono diverse strade artistiche: il cantante Shawn Brown si unisce ai Downer Boys, Jason Farrell e Dave Stern formano una loro band, i Blue Tip, tuttora in attività, mentre Alex Daniels entra a far parte dei Severin.

## Formazione
- Shawn Brwon - voce
- Jason Farrell - chitarra
- Nathan Larson - basso (1986 - 1990)
- Dave Stern - basso (1990 - 1993)
- Alex Daniels - batteria

## Discografia

### Album studio
- 1988 - Swiz, (Sammich Records)
- 1989 - Hell Yes I Cheated, (Sammich Records)

### EP
- 1992 - With Dave, (Jade Tree Records)

### Raccolte
- 1992 - No Punches Pulled, (Jade Tree)

### Demo
- 2004 - First Demo, (Jade Tree)

## Apparizioni in compilation
- 2000 - We Will Pay You $125 to Observe You Deteriorate, (Class-B Records)
- 2007 - Fuck the Facts Collection of Splits 2002-2004